# Aphantopus amurensis
Aphantopus amurensis är en fjärilsart som beskrevs av Otto Staudinger 1892. Aphantopus amurensis ingår i släktet Aphantopus och familjen praktfjärilar. Inga underarter finns listade i Catalogue of Life.